# Глобока
Глобока (словен. Globoka) — поселення в общині Лютомер, Помурський регіон, Словенія. Висота над рівнем моря: 246,1 м.